# Victory Boogie-Woogie

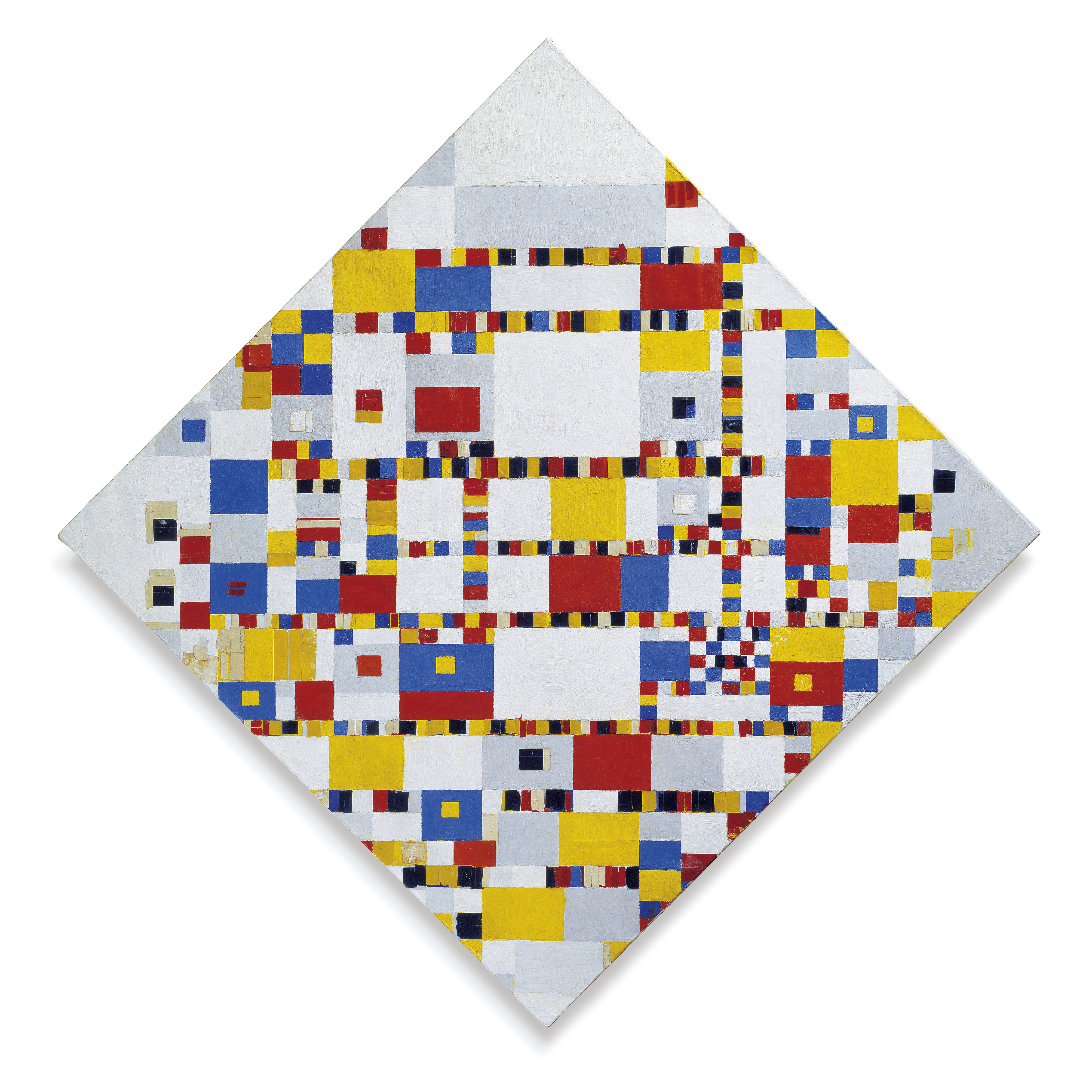
Victory Boogie-Woogie

Victory Boogie-Woogie je poslední malba nizozemského abstraktního malíře Pieta Mondriana (1872–1944).
V roce 1944 ji nechal nedokončenou, od roku 1998 je v kolekci Gemeentemuseum v Haagu, které ji koupilo za zhruba 37 milionů eur.